# Jaguar XKR
Jaguar XKR byl sportovním automobilem britské automobilky Jaguar. Vyráběl se v letech 1998 až 2006. Stal se nástupcem modelu XJS. Vyráběl se také ve verzi kabriolet.

## Technická data
- Motor - 3996 cm³, výkon 267 kW, točivý moment 505 Nm
- Nejvyšší rychlost 250 km/h
- zrychlení 5,6 sec.